# Gotland (obec)
Obec Gotland (švédsky Gotlands kommun) je samosprávné území v kraji Gotland ve Švédsku, v historické provincii Gotland. Správním sídlem je město Visby.
Obec se nachází na stejnojmenném ostrově a několika menších ostrovech v Baltském moři jihovýchodně od švédské pevniny. Je jedinou obcí kraje. Zastupitelstvo obce je zároveň zastupitelstvem regionu kraje Gotland. Obec proto místo svého oficiálního názvu Gotlands kommun používá název Region Gotland. (Pojem region se ve Švédsku používá pro volenou krajskou samosprávu.)